# Pyrogen
Pyrogen är ett ämne som är feberframkallande. Pyrogener leder till att kroppen utsöndrar substansen prostaglandin E2 (PGE2). PGE2 agerar i sin tur på hypotalamus som får kroppen att reagera och inducera feber.
En pyrogen kan vara antingen intern (endogen) eller extern (exogen) till kroppen. Den bakteriella substansen lipopolysackarid (LPS), som föreligger i cellväggen hos vissa bakterier, är ett exempel på en exogen pyrogen. Pyrogenicitet kan variera: I extrema exempel, är vissa bakteriepyrogener kända som superantigener, vilka kan orsaka snabb och farlig feber. Depyrogeniserings- kan uppnås genom filtrering, destillation, kromatografi, eller inaktivering.